# Kavaljersbyggnaden

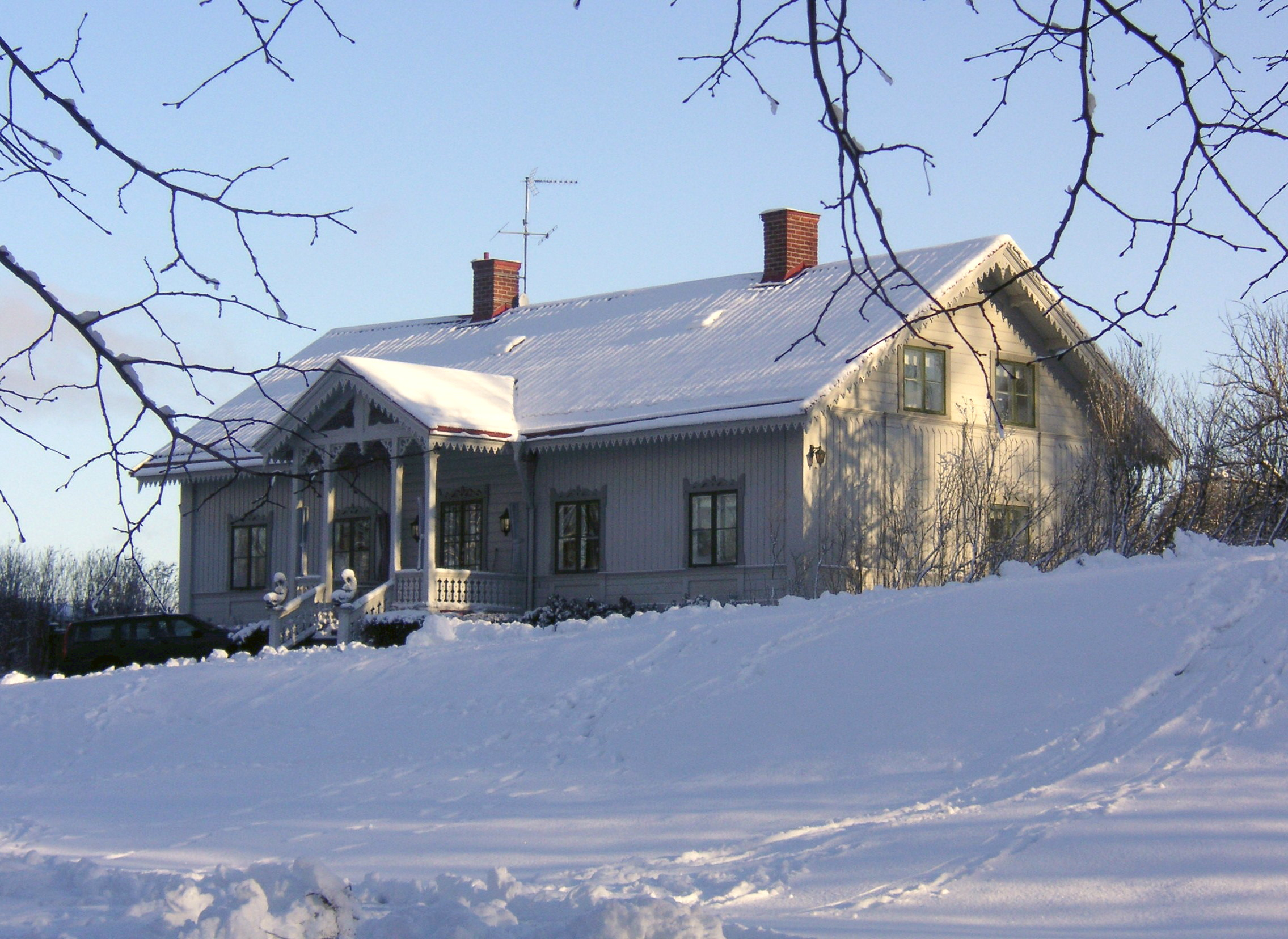
Kavaljersbyggnaden i januari 2007.

Kavaljersbyggnaden är en kulturhistoriskt värdefull byggnad vid Slottsallén 12 på Ulriksdals slottsområde i Solna kommun. Huset ligger på slottsfastigheten Ulriksdal 2:3 som är ett statligt byggnadsminne sedan år 1935.

## Historik
Kavaljersbyggnaden ligger tillsammans med Slottsfogdebostaden på en mindre kulle med utsikt över Slottsallén, Ulriksdals slottskapell och infarten till slottet. Byggnaden stod troligen ursprungligen vid Solna kyrka där den uppfördes 1724 som skola, bekostad av Ulrika Eleonora d.y.. År 1730 flyttades byggnaden till sin nuvarande plats. Här kallades den Kapellbyggnaden efter sitt läge intill ett numera försvunnet slottskapell. Enligt en annan uppgift kan huset ha legat här ända sedan 1600-talet. 
Fram till 1834 fungerade byggnaden som skolhus och inhyste då Solna sockens enda skola. I huset bodde även slottsbetjäningen. På 1860-talet hyrdes byggnaden av kung Karl XV:s nära vän, hovkamrerare Daniel Hwasser. Han gav huset sitt nuvarande namn Kavaljersbyggnad och under hans tid fick huset en påkostad panelbeklädning med lisener och lövsågade fönsteromfattningar samt förstukvisten som smyckas av två delfiner. Byggnaden uthyrs av Statens fastighetsverk som privatvilla.

## Bilder

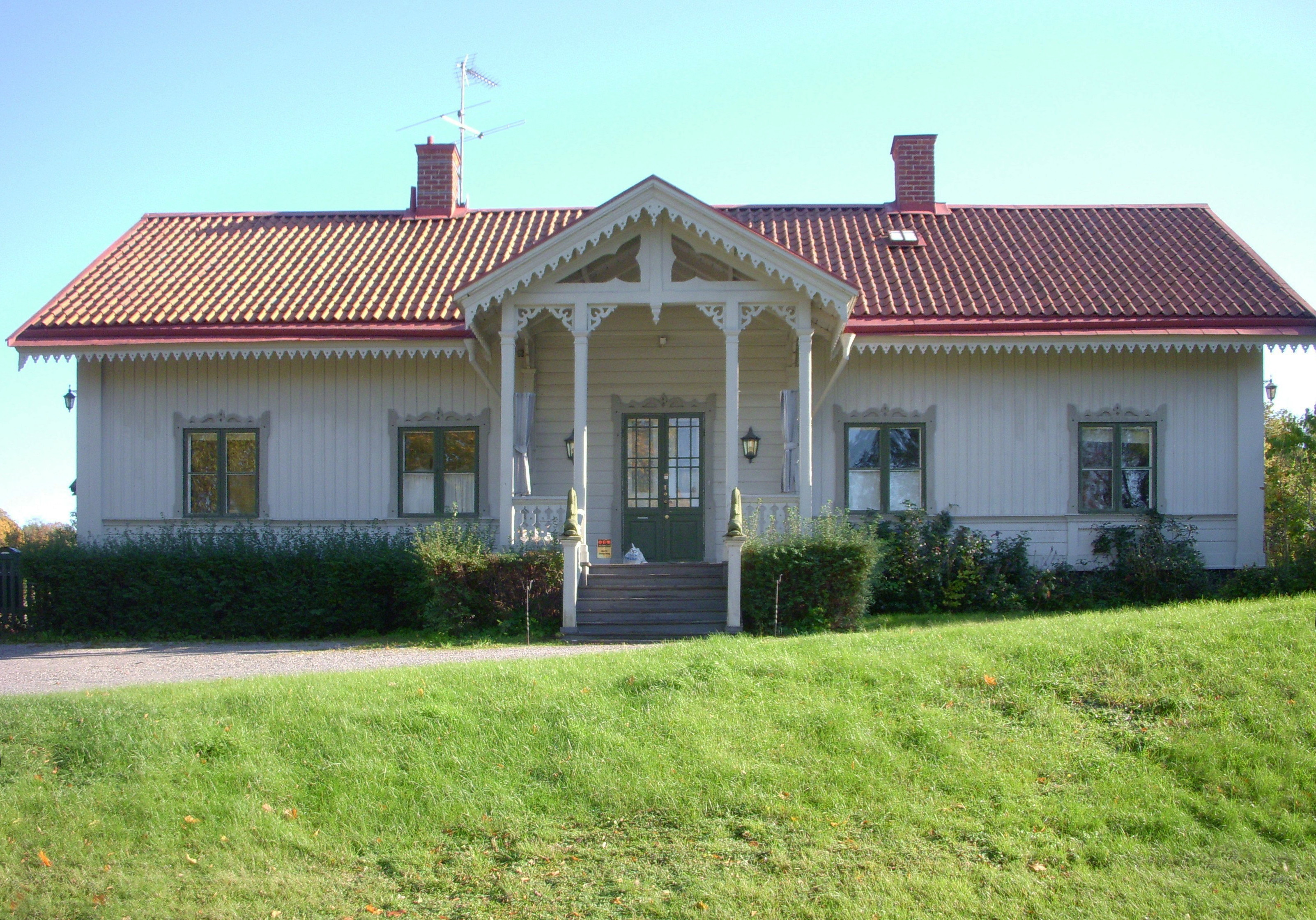
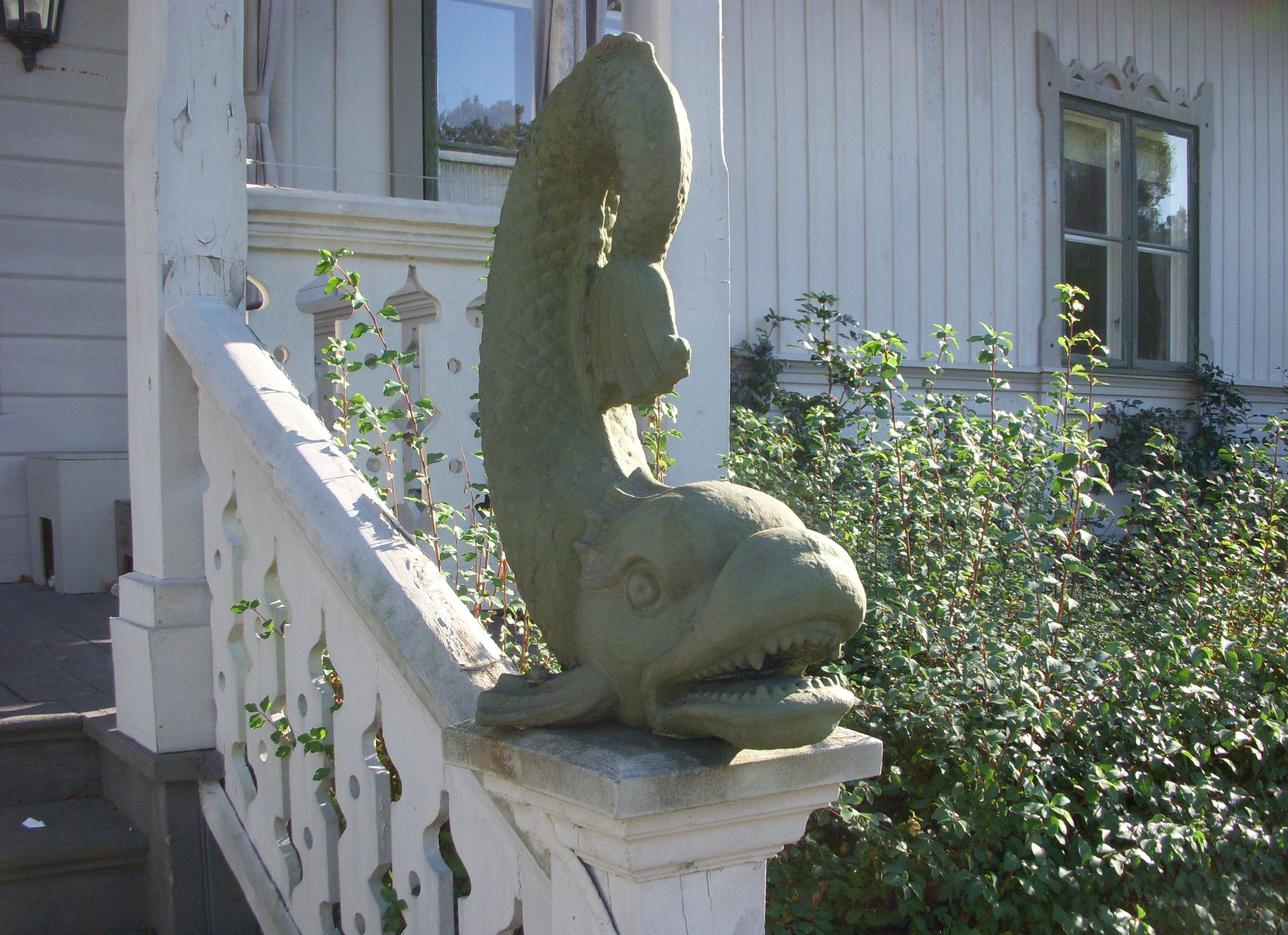
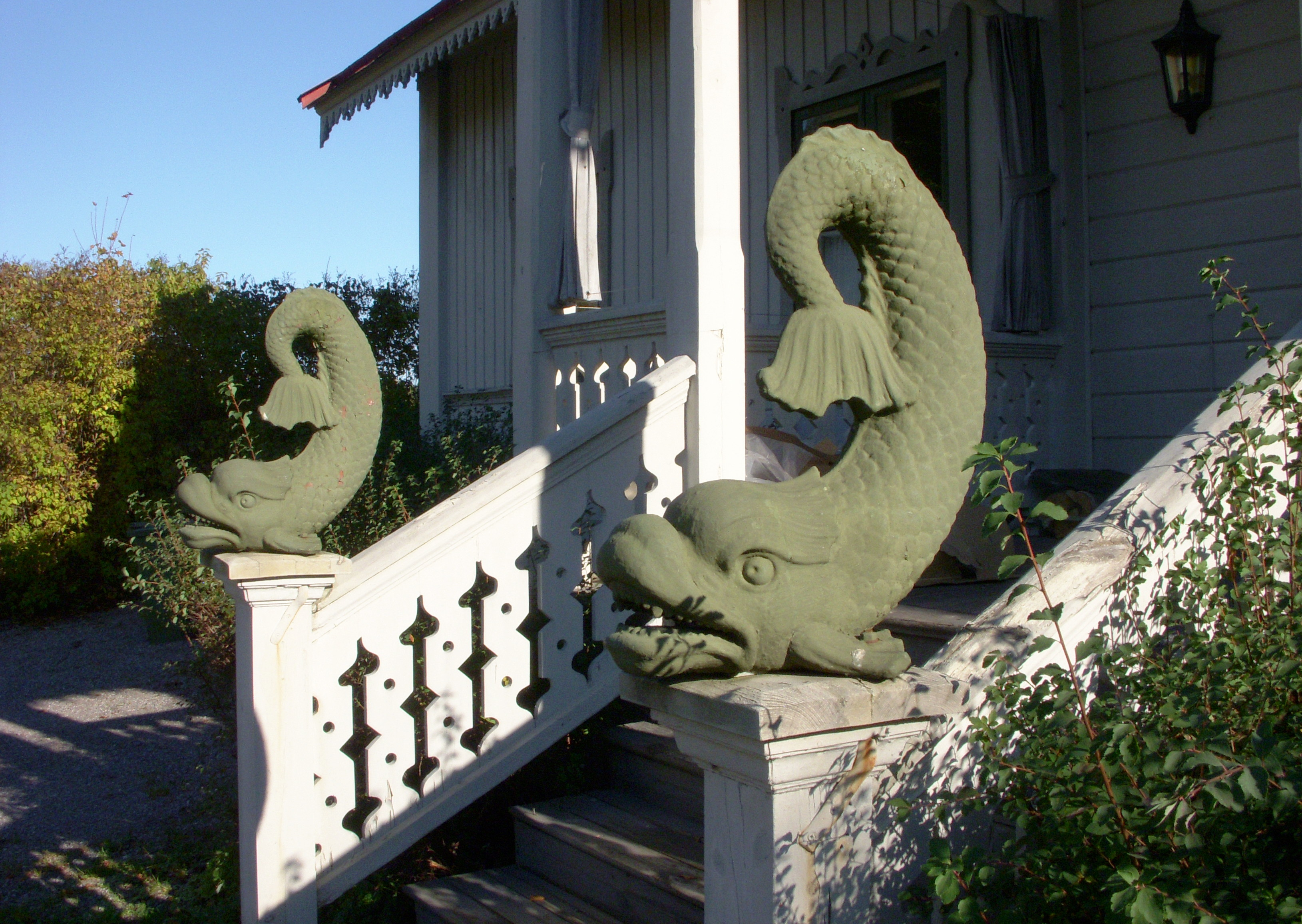
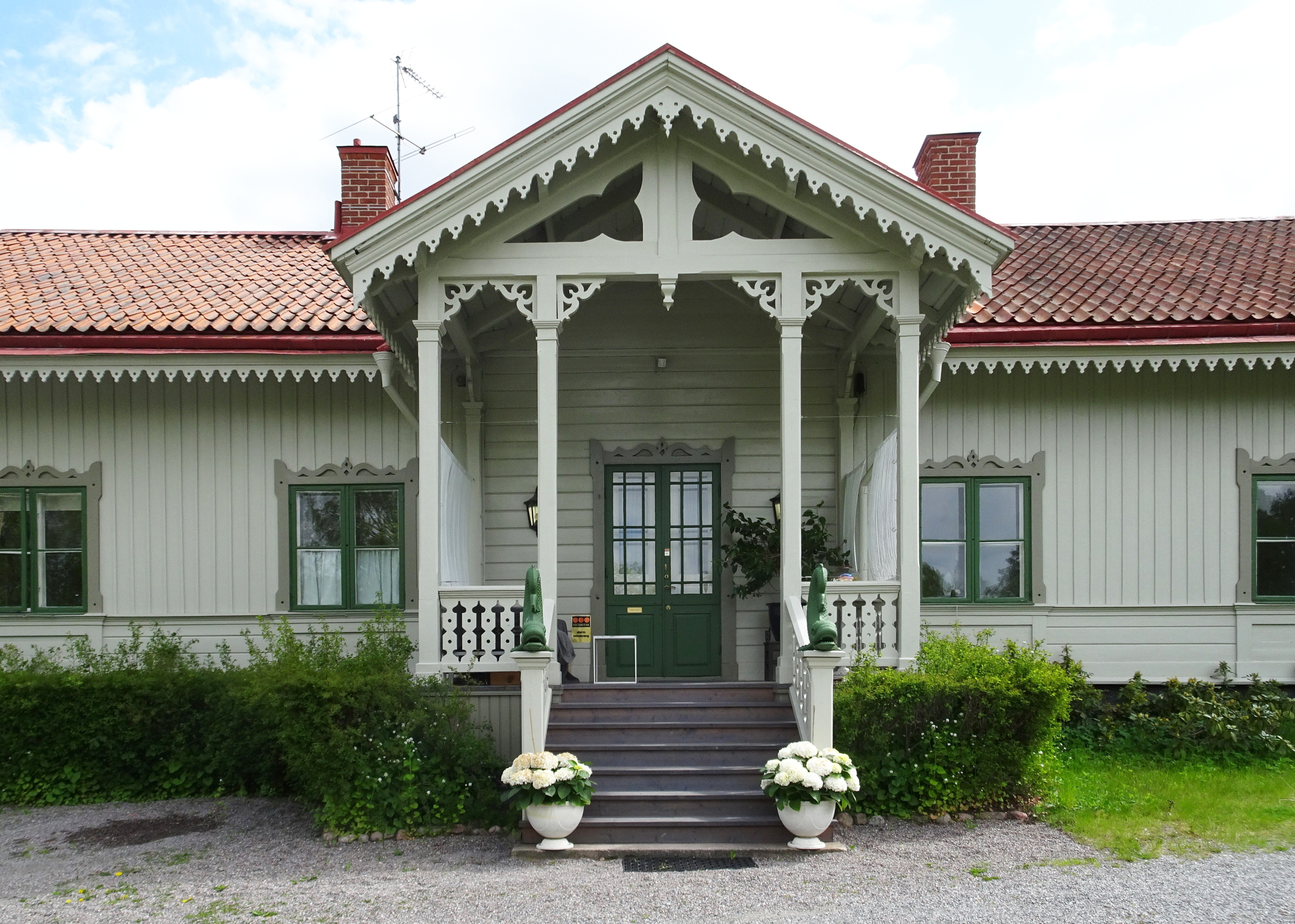